# Canidia chemsaki
Canidia chemsaki är en skalbaggsart som beskrevs av James E. Wappes och Steven W. Lingafelter 2005. Canidia chemsaki ingår i släktet Canidia och familjen långhorningar. Inga underarter finns listade.